# Струве, Генрих Егорович
Ге́нрих Его́рович Стру́ве (пол. Henryk Struve, пользовался также псевдонимом Флориан Гонсиоровский, пол. Florian Gąsiorowski; 27 июня 1840, Гонсиорово близ Калиша — 16 марта 1912, Элтем под Лондоном) — российско-польский философ. Правнук Антона Себастьяна фон Струве, внук дипломата Густава Струве, сын управляющего лесными угодьями Королевства Польского Георга фон Струве (1802—1886), брат Аманда и Густава Струве. Множество родственников Струве (дядья, двоюродные братья) были русскими дипломатами.

## Биография
Родился 27 июня 1840 года в Гонсиорово (пол.) близ Калиша.
Учился в гимназиях в Варшаве и Петрокове, а в 1858—1862 годах учился в университетах Тюбингена, Гейдельберга, Эрлангена, Геттинги, Халля, Лейпцига и Йены. В 1862 году защитил в Йенском университете диссертацию на степень доктора философии «Zur Entstehung d. Seele» и в феврале 1863 года был назначен адъюнкт-профессором логики Варшавской Главной школы, а в ноябре 1864 года адъюнкт-профессором философии этой школы. В связи с преобразованием Главной школы в Императорский университет в 1870 году он снова получил докторскую степень в Москве и в 1871 году стал ординарным профессором философии Варшавского университета; читал лекции по энциклопедии философских наук, логике, психологии, этике, эстетике и истории философии. Степень доктора философии получил в Московском университете после защиты диссертации «Самостоятельное начало душевных явлений» (Москва, 1870). Книга Струве вызвала оживлённую полемику в литературе. Против неё выступили Н. П. Аксаков с брошюрой «Подспудный материализм, по поводу диссертации Г-на Струве» (Москва, 1870) и С. А. Усов в работе «По поводу диссертации г. Струве» (Москва, 1870). В защиту Струве выступил П. Д. Юркевич («Игра подспудных сил». — «Русский вестник». — 1870. — № 3). В полемике принял участие и Н. Н. Страхов, который написал критический отзыв о книге Струве «Введение в философию» (в «Журнале Министерства Народного Просвещения»).
Преподавал в Варшавском университете до 1903 года, после чего вышел в отставку и уехал в Англию.
Умер 16 марта 1912 года в Элтеме — юго-восточном районе Лондона.

## Воззрения
В своих философских сочинениях Струве пытается построить цельную философскую систему идеального реализма, примыкая, главным образом, к учениям Фихте-младшего и Ульрици, отчасти Лотце, Фехнера и др. Дух (философия) и материю он считает не двумя реально различными субстанциями, а двумя разделёнными абстракцией понятиями о двух сторонах реально неразделённого целого; с этой точки зрения Струве называет Бога душой мира, мир — телом Бога. Как нет противоречия между понятиями духа и материи Бога и мира, так нет его и между понятиями свободы и необходимости: необходимость есть выражение непременности и порядка, которые в свою очередь являются результатами свободной воли Верховного Существа. В мире нет противоречий, всё составляет вечную, ненарушаемую гармонию; один только человек находится в разладе с окружающим его миром, но это — явление преходящее, результат умственной и нравственной незрелости человечества, небольшой отрывок его неизмеримого исторического движения. Вообще, идеальный реализм, называемый Струве также «синтетической философией», стремится примирить противоречия между духом и материей, свободой и необходимостью, искусством и наукой, церковью и государством и т. д. Метод Струве — психологический анализ. По определению Струве, философия изучает общее в частном, а специальные науки, основой которых является математика — частное в общем; предметом последних служит познание явлений, предметом философии — объяснение явлений. Значение Струве заключается в том, что он один из первых восстал против материалистических тенденций в философии 1860-х годов.

## Членство в организациях и звания
- Почётный член Ягеллонского университета (1900)
- академик Академии умений (Краков, 1897)
- член Московского психологического общества (с 1893 почётный член).

## Сочинения
Сочинения на русском языке:
- «Отличительные черты философии и их значение в сравнении с другими науками» (Варшава, 1872);
- Новейшее произведение философского пессимизма в Германии // Русский вестник. 1873. № 1 (январь). С. 5-83.
- «Элементарная логика, руководство для преподавания и самообучения» (ib., 1894; 10 изд., Санкт-Петербург, 1900);
- «Введение в философию. Разбор основных начал философии вообще» («Энциклопедия философских наук», ч. I, Варшава, 1890);
- «Способности и развитие философствующего ума» (Москва, 1897)
- «Современная анархия духа и её философ Фр. Ницше» (Харьков, 1900).
- «Материя, дух и энергия как начала объективного бытия» (Харьков, 1901).

На польском языке:
- «Wywod pojecia filozofii» (Варшава, 1863);
- «О psychologicznej zasadrie teoryi poznania» (Варшава, 1864);
- «О temperamentach» (ib., 1864);
- «O istnieniu duszy i jej udziale w chorobach umyslowych» (ib., 1867);
- «O pieknie i jego objawach» (Варшава, 1865);
- «Wyklad systematyczny logiki. T. I. Czesc wstepna» (ib., 1871);
- «Synteza dwoch swiatow» (Варшава, 1876, изложение проводимой Струве философской системы);
- «Cechy charakterystyczne filozofii i jej znaczenie w porownaniu z innymi naukami» (Варшава, 1875);
- «O niesmiertelnosci duszy» (ib., 1884);
- «Estetyka barw» (ib., 1886) и многое др.
- С 1885 г. под редакцией Струве выходят переводы классических философских сочинений на польский язык.

На немецком языке:
- «Hamlet. Eine Charakterstudie» (Веймар, 1876);
- «Zur Psychologie der Sittichkeit» (Берлин, 1882);
- «Die polonische Litteratur zur Geschichte der Philosophie» (Берлин, 1892) и многое др.